# Димитрије Момировић
Димитрије Момировић (Стојановић) (Јагодина, 1809 — Београд, 6. фебруар 1854) био је син лесковачког кнеза Момира. Године 1834. посетио је Његоша на Цетињу, 1839. је објавио Кратку историју и географију Србије на руском језику и скоро пуних четрдесет година се дописивао са Вуком Караџићем.

## Биографија
Рођен је у збегу код Јагодине као друго дете у породици. Године 1813. прешао је са њима у Панчево, а затим у Кишињев где је остао до 1819. године када је са старијим братом примљен у Петроградску гимназију. По завршетку школовања уз интервенцију кнеза Милоша примљен је у руску службу. Радио је у министарствима просвете и иностраних послова. За време руско-турског рата 1828-29. боравио је у Букурешту, а 1830. је ишао са мисијом која је имала задатак да провери границе Србије и изради карту, јер је знао српски језик. На основу сачуваних писама делује као да је за време боравка у Србији учинио неке услуге кнезу Милошу. Наредне године је поново био у Србији неким послом. После сусрета са Његошем у Петрограду дао је оставку у руској служби и провео неко време у Црној Гори, али се потом вратио у Русију са препорукама црногорског књаза и наставио је са радом у руским министарствима. Године 1845. путовао је, између осталог због тестамента и болести своје мајке, а 1850. се дефинитивно вратио у Србију. Умро је после дуже болести као пензионер.
Из штампе су изашле две његове књиге:
- Разговори међу старцем и јуношом о руском језику, красноречију, стихотворству и вообште о словесности,
- Кратка историја и географија Србије.

У овој другој Момировић је обухватио период од римских времена до 1833. године. Поменуо је да је Лесковачка нахија отргнута од Србије 1809. године и да је ушла у састав Румелије.